# Piscu Nou
Piscu Nou – wieś w Rumunii, w okręgu Dolj, w gminie Seaca de Câmp. W 2011 roku liczyła 987 mieszkańców.